# Павлеиха
Павлеиха — деревня в Ярославском районе Ярославской области. Входит в состав Заволжского сельского поселения.

## География
Находится в восточной части Ярославской области на расстоянии приблизительно 11 км на восток-северо-восток по прямой от станции Филино.

## История
В 1859 году здесь (деревня Ярославского уезда Ярославской губернии) было учтено 9 дворов, в 1898 — 19.

## Население
Численность населения: 112 человек (1859 год), 0 в 2002 году, 2 в 2010.